# Antonio Beato

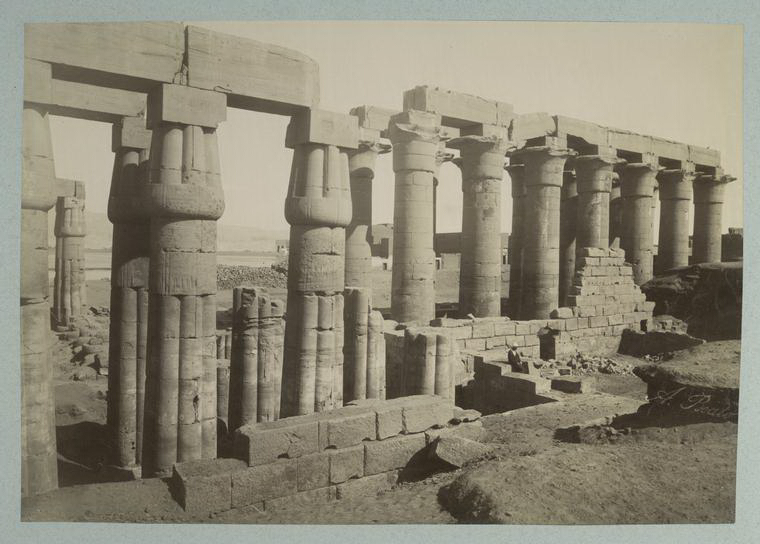
Temple de Louxor Égypte, entre 1860 et 1889.

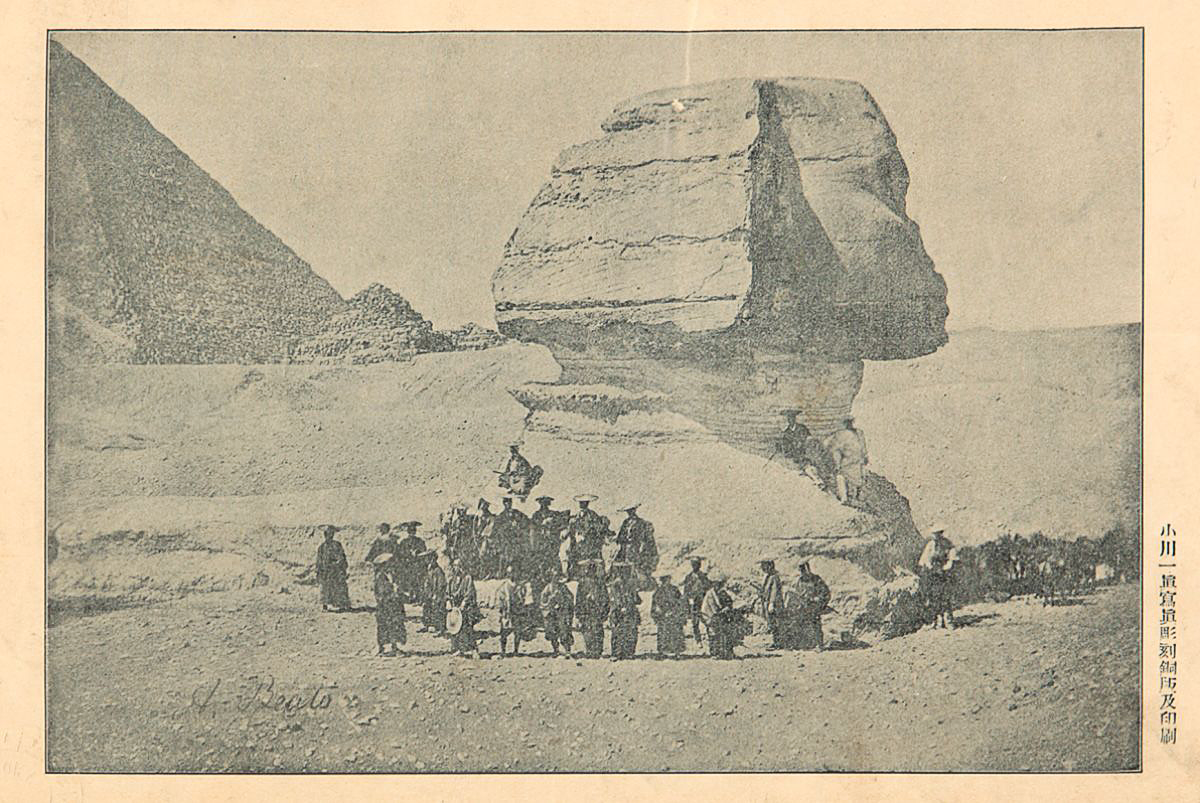
Membres de la mission japonaise d'Ikeda Nagaoki devant le sphinx de Gizeh, en 1864.

Antonio Beato, aussi connu comme Antoine Beato, né vers 1825 en Vénétie et mort en 1905 à Louxor, est un photographe italien et britannique. Il est renommé pour ses scènes de genre, portraits, photographies d'architecture et de paysages égyptiens en particulier, du pourtour méditerranéen en général.
Il est le frère de Felice Beato, avec qui il a travaillé en diverses occasions. Il a souvent utilisé la version française de son prénom, Antoine, peut-être parce qu'il a beaucoup travaillé en Égypte où la langue française était répandue à l'époque.

## Biographie
On ne sait que peu de choses sur ses origines. Il naît probablement vers 1825 en territoire vénitien avant d'obtenir la citoyenneté britannique. Il existe néanmoins de nombreuses preuves[Lesquelles ?] que son frère Felice est né à Corfou, alors propriété de Venise, mais placée peu après, en 1814, sous protectorat britannique par le traité de Paris.
Les deux frères apprennent la photographie au début des années 1850, au contact du  photographe britannique James Robertson, qui a épousé leur sœur, Leonilda Maria Mathilda. Felice Beato devient l'assistant de Robertson et le suit notamment en Crimée et à Malte, puis s'associe avec lui sous l'entité « Robertson & Beato », ou « Robertson, Beato & Co. » (à laquelle Antonio collabore). En 1858, Felice ouvre sa propre activité à Calcutta, secondé par Antonio jusqu'à la fin de 1859.
Antonio s'installe en Égypte, d'abord au Caire, dans le quartier du Mouski, puis à Louxor, en 1862 . Tandis que Felice continue de travailler en Asie, principalement en Inde et en Chine, avant de s'installer au Japon, à Yokohama. L'absence de prénom ou d'initiale dans les sources, ou la signature « Felice Antonio Beato » ou « Felice A. Beato » sur certaines photographies, ont parfois entretenu une certaine confusion sur l'identité des deux frères. D'autant que Felice a également séjourné au Caire. Un rectificatif publié à la demande d'Antonio dans Le Moniteur de la photographie en juin 1886 fait état de cette confusion.
Dans le récit de voyage Égypte et Palestine de l’armateur et homme politique Émile Delmas paru en 1896, un passage donne une explication, réelle ou inventée, de l'installation d'Antonio Beato en Égypte : « Sous un ciel d'azur, le 1er janvier 1895 se lève joyeusement sur Louqsor (...) Dès l'aube, nous quittons le bord, pour nous rendre chez un photographe que nous avaient particulièrement recommandé nos amis du Caire.
— Messieurs, veuillez vous asseoir, nous dit M. Béato, en plaçant devant nous ses albums de photographies, méthodiquement classées par régions. C'est un dur métier, la photographie, croyez-le bien, sous ce climat.
— Mais, interrompt le docteur, qui vous obligeait, M. Béato, à venir l'exercer ici ?
— C'est toute une histoire, Messieurs. J'habitais l'Italie, j'y dépérissais, rongé par la bronchite. Sur le conseil des médecins, je suis venu demander mon salut au soleil d'Égypte, il y a de cela quarante ans ; et, bien que je croie pouvoir me considérer comme guéri par lui, je reste ici par prudence. »
À la fin des années 1860, il collabore avec Hippolyte Arnoux, établi à Port Saïd, qui couvre les travaux de percement du canal de Suez[réf. nécessaire].
Une fois installé à Louxor, Antonio Beato bénéficie d'un quasi-monopole sur le commerce de photographies, vendant des tirages, puis des cartes postales, aux touristes. Dans le récit de voyage Promenades en Égypte et à Constantinople paru en 1886, le bibliothécaire et futur conservateur du musée de Provins Émile Bourquelot raconte lui aussi sa rencontre avec le photographe. Décrit comme « un peu corpulent » et doté d'une « physionomie agréable et ouverte », il travaille dans un « atelier d'où l'on jouit d'un splendide panorama sur le Nil et les montagnes ». On apprend que c'est « au mois de mai qu'il quitte son appartement
de Louqsor pour retourner au Caire, sa résidence officielle » car « à partir de juin, le séjour de Louqsor n'est plus supportable pour un Européen ». Beato ne craint pas d'éventuels concurrents à Louxor et assure qu'il n'hésiterait pas à « leur [casser] les reins ».
Il meurt en 1905 à Louxor. Une partie de ses clichés est rachetée à sa veuve par Gaston Maspéro, pour le compte du Service des antiquités égyptiennes.

## Œuvre photographique
Grâce au travail de recherche de Gérard Réveillac édité en 2017, on possède à présent une vue très étendue de l'œuvre photographique d'Antonio Beato. Il a publié des centaines de photographies, principalement des sites de Louxor et Karnak, où il s'est établi à partir de 1862, jusqu'à son décès en 1905. Il a vendu des dizaines de milliers de cartes postales, comme l'a indiqué sa veuve en 1906, lorsqu'elle a tenté de vendre le commerce de son mari.

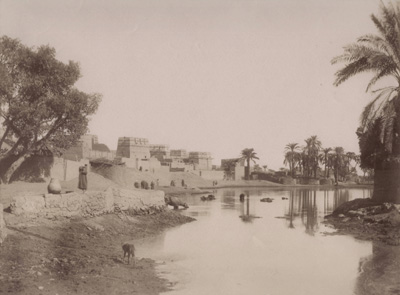
Vue de Louxor, côte est
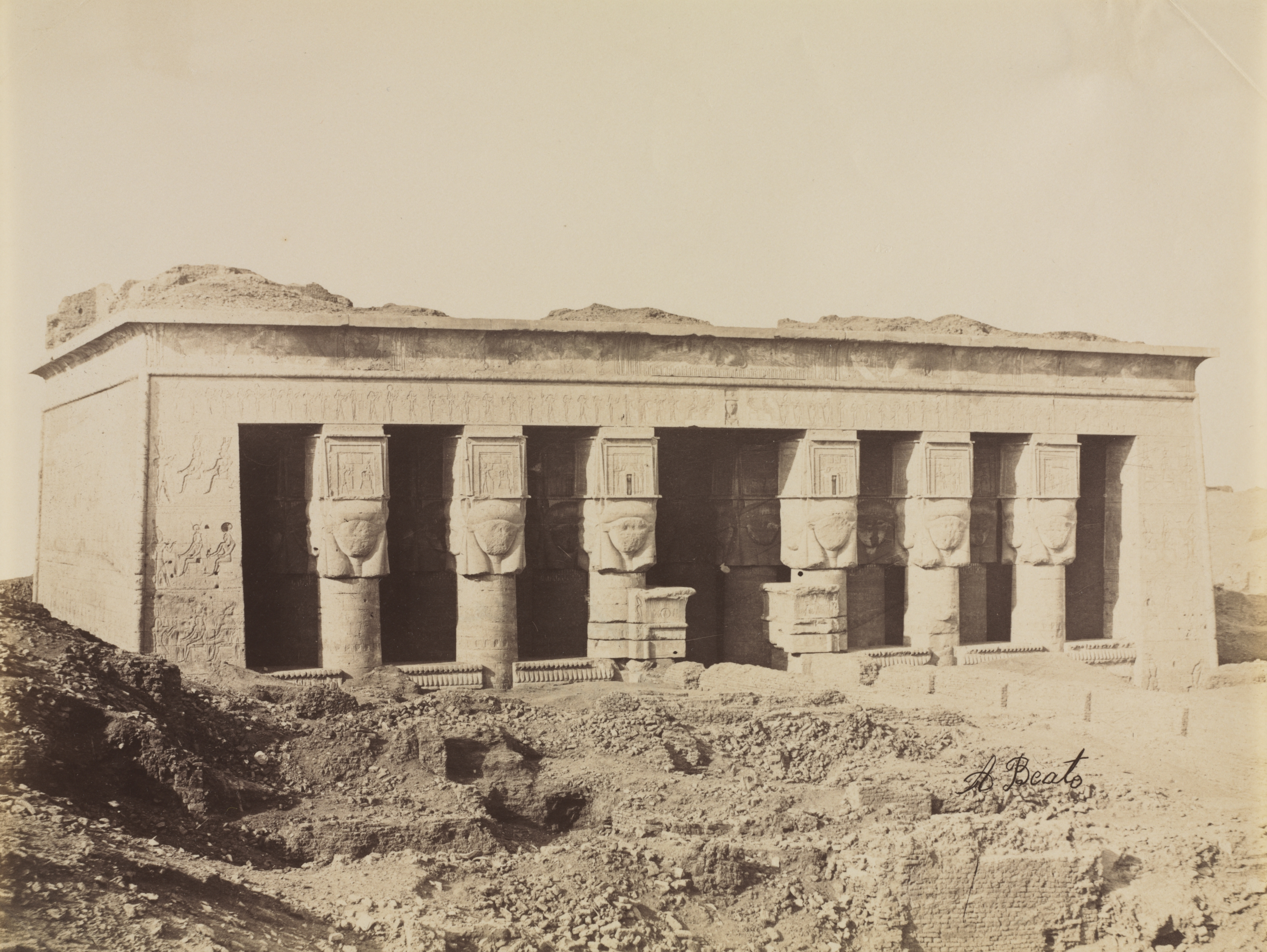
Temple de Dendera, Cleveland Museum of Art
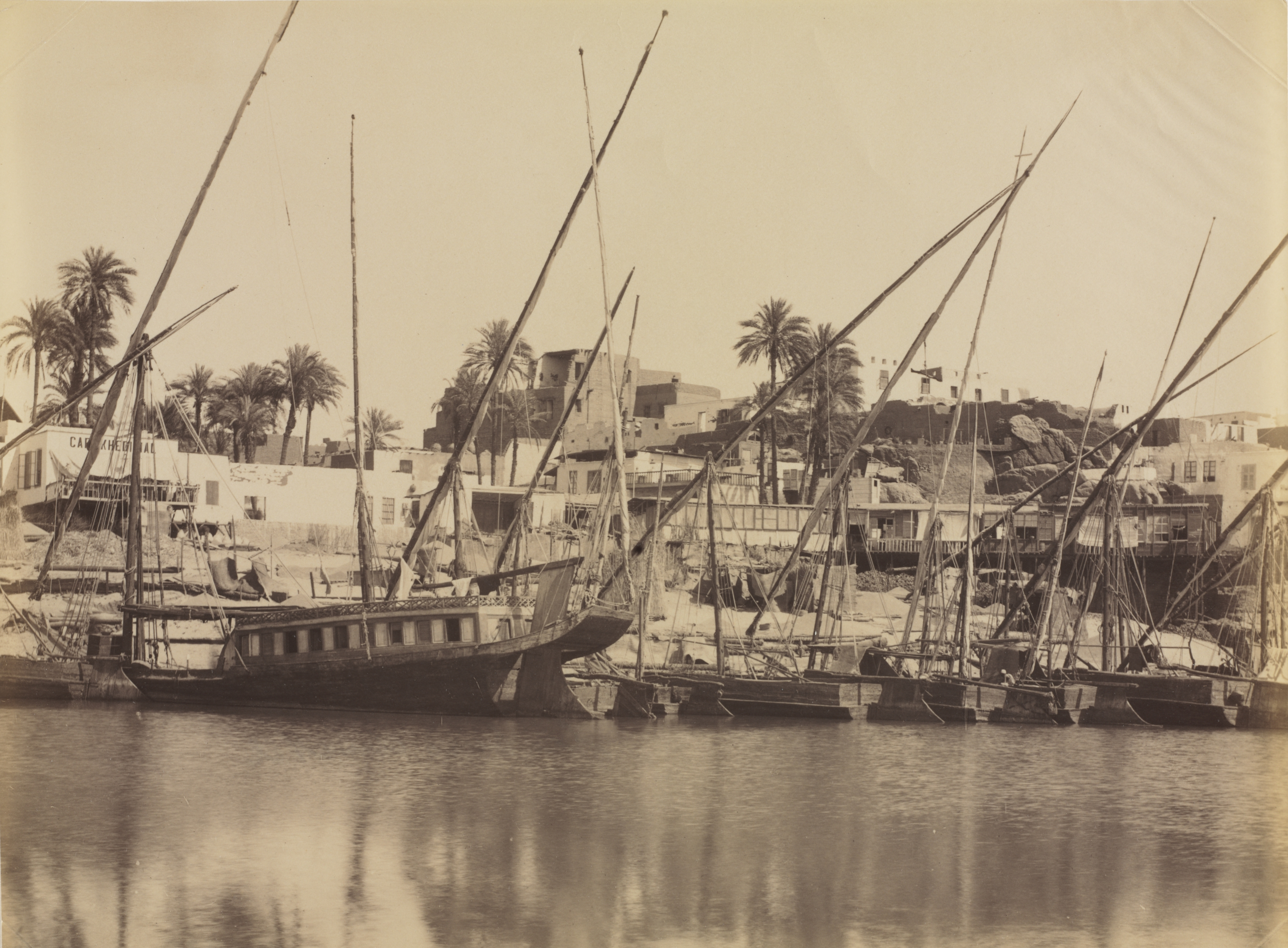
Vue d'Assouan, le long du Nil, Cleveland Museum of Art
Assiout, vue depuis la montagne, Cleveland Museum of Art
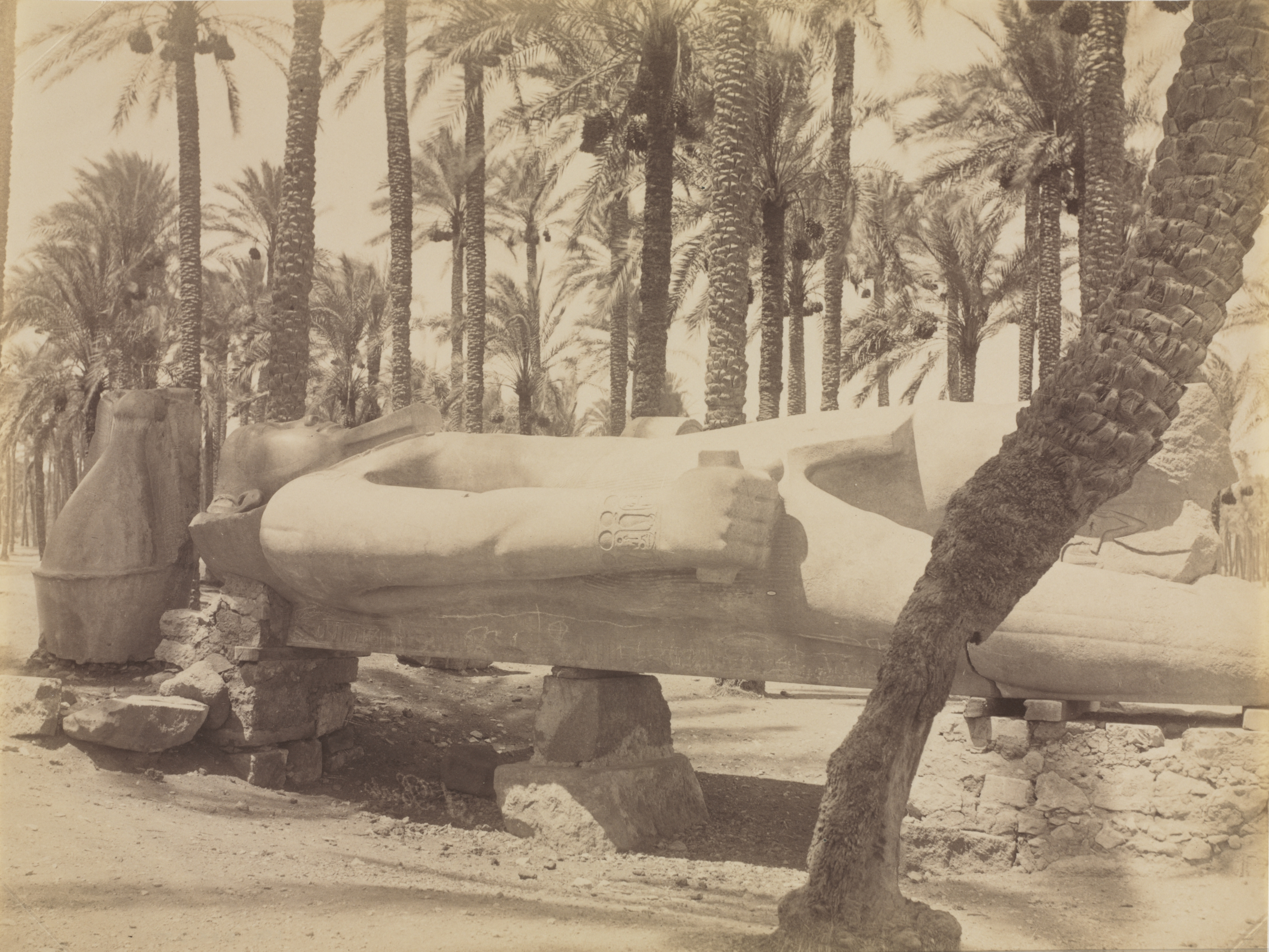
Statue de Ramses à Saqqara, Cleveland Museum of Art
Les deux Piliers héraldiques de Thoutmosis III, Porte de Seti II, vue prise du sud-ouest, temple d'Amon-Rê, Karnak, musée Georges-Labit de Toulouse
Déesse Sekhmet, temple de Ptah, Karnak, musée Georges-Labit de Toulouse
Porte Ptolémée III Evergète, temple de Khonsou, temple d'Amon-Rê, Karnak, musée Georges-Labit de Toulouse